# Ellebjerg Station
 Der er for få eller ingen kildehenvisninger i denne artikel, hvilket er et problem. Du kan hjælpe ved at angive troværdige kilder til de påstande, som fremføres i artiklen.

Ellebjerg Station var en station på S-banen beliggende ved Ellebjergvej i Valby mellem stationerne Sjælør og Åmarken. Den er i dag en spøgelsesstation.
Stationen åbnede i 1972, men lukkede igen i år 2007, da Ny Ellebjerg Station åbnede.
Den blev kun betjent af linje A.
Stationsbygningen eksisterer stadigvæk, dog er dens facade forseglet med træplader og perrontaget er blevet revet ned og fjernet. Stationen er siden lukningen blevet udsat for hærværk og graffiti, selvom færdsel omkring den ikke er tilladt. De tidligere billetsalg og kiosk i stationsbygningen er i dag indrettet som selskabslokaler.

## Antal rejsende
Ifølge Østtællingen var udviklingen i antallet af dagligt afrejsende med S-tog:
| År   | Antal | År   | Antal | År   | Antal | År   | Antal |
| ---- | ----- | ---- | ----- | ---- | ----- | ---- | ----- |
| 1957 | -     | 1974 | 1.035 | 1991 | 689   | 2001 | 705   |
| 1960 | -     | 1975 | 1.188 | 1992 | 835   | 2002 | 659   |
| 1962 | -     | 1977 | 882   | 1993 | 683   | 2003 | 697   |
| 1964 | -     | 1979 | 1.135 | 1995 | 682   | 2004 | 728   |
| 1966 | -     | 1981 | 1.159 | 1996 | 665   | 2005 | 1.466 |
| 1968 | -     | 1984 | 1.057 | 1997 | 674   | 2006 | 692   |
| 1970 | -     | 1987 | 894   | 1998 | 663   | 2007 |       |
| 1972 | 813   | 1990 | 706   | 2000 | 690   | 2008 |       |